# Ray Crawford
Ray Crawford (26 de outubro de 1915 – 1 de fevereiro de 1996) foi um automobilista norte-americano que esteve em nove (três) 500 Milhas de Indianápolis, quando a prova fazia parte do calendário da Fórmula 1 de 1950 até 1960: 1953 (não se qualificou), 1954 (não se qualificou), 1955, 1956, 1957 (não se qualificou), 1958 (não se qualificou), 1959, 1961 (não se qualificou) e 1963 (não se qualificou).